# مرنگلوی کوچک
مرنگلوی کوچک، روستایی است از توابع بخش مرکزی شهرستان ارومیه و در شهرستان ارومیه استان آذربایجان غربی ایران.
روستای مرنگلوی دایلاق با موقعیت جغرافیایی ۳۷٫۶۳۲۸۳۶۸ , ۴۵٫۰۹۲۳۴۷۱ در ۷ کیلومتری شمال شهر اورمیه قرار دارد.

## جمعیت
این روستا در دهستان نازلوی جنوبی قرار داشته و بر اساس سرشماری سال ۱۳۸۵ جمعیت آن برابر با ۸۷ نفر (۲۶ خانوار) بوده‌است.

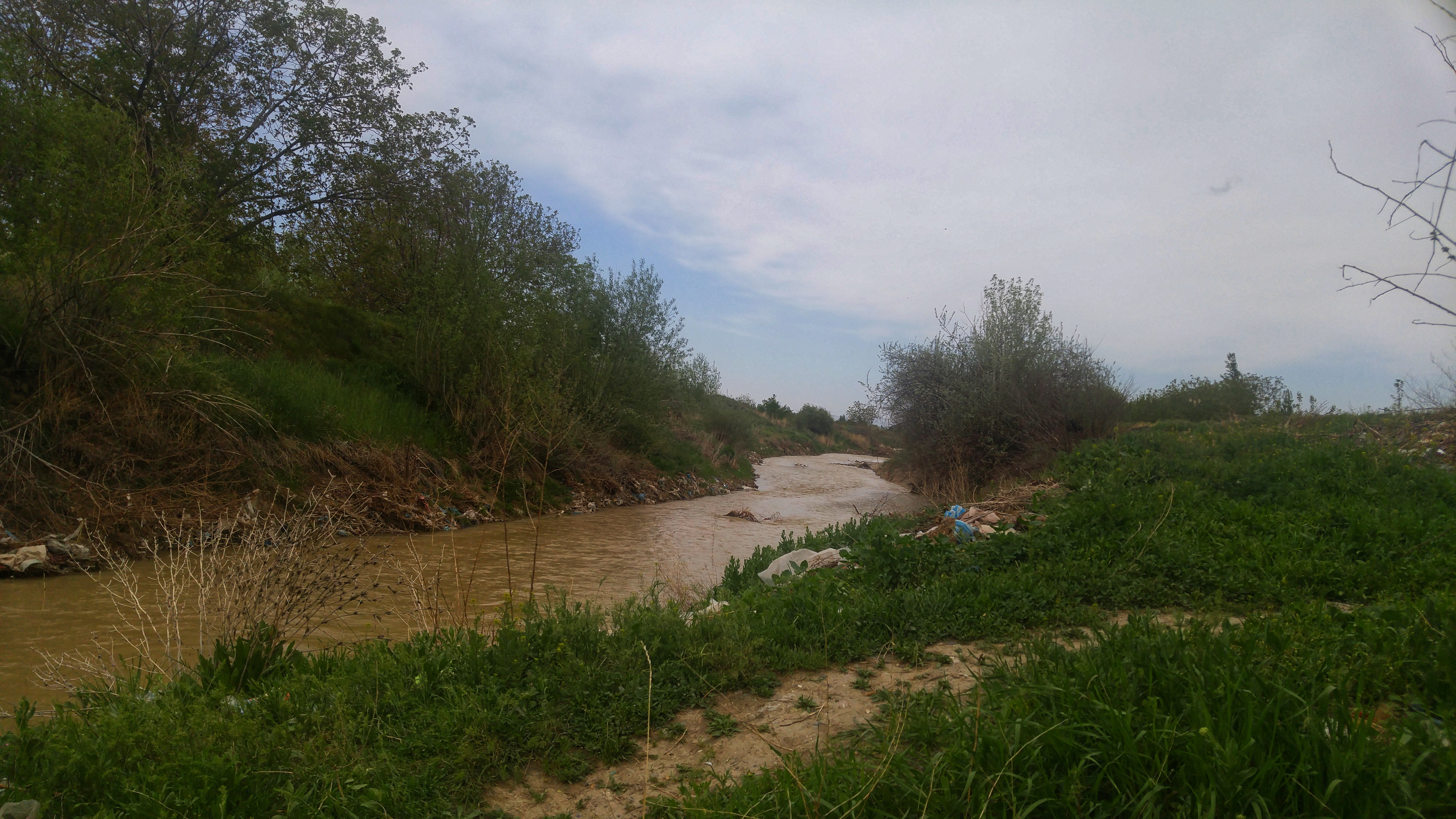
رود قودوخ بغان

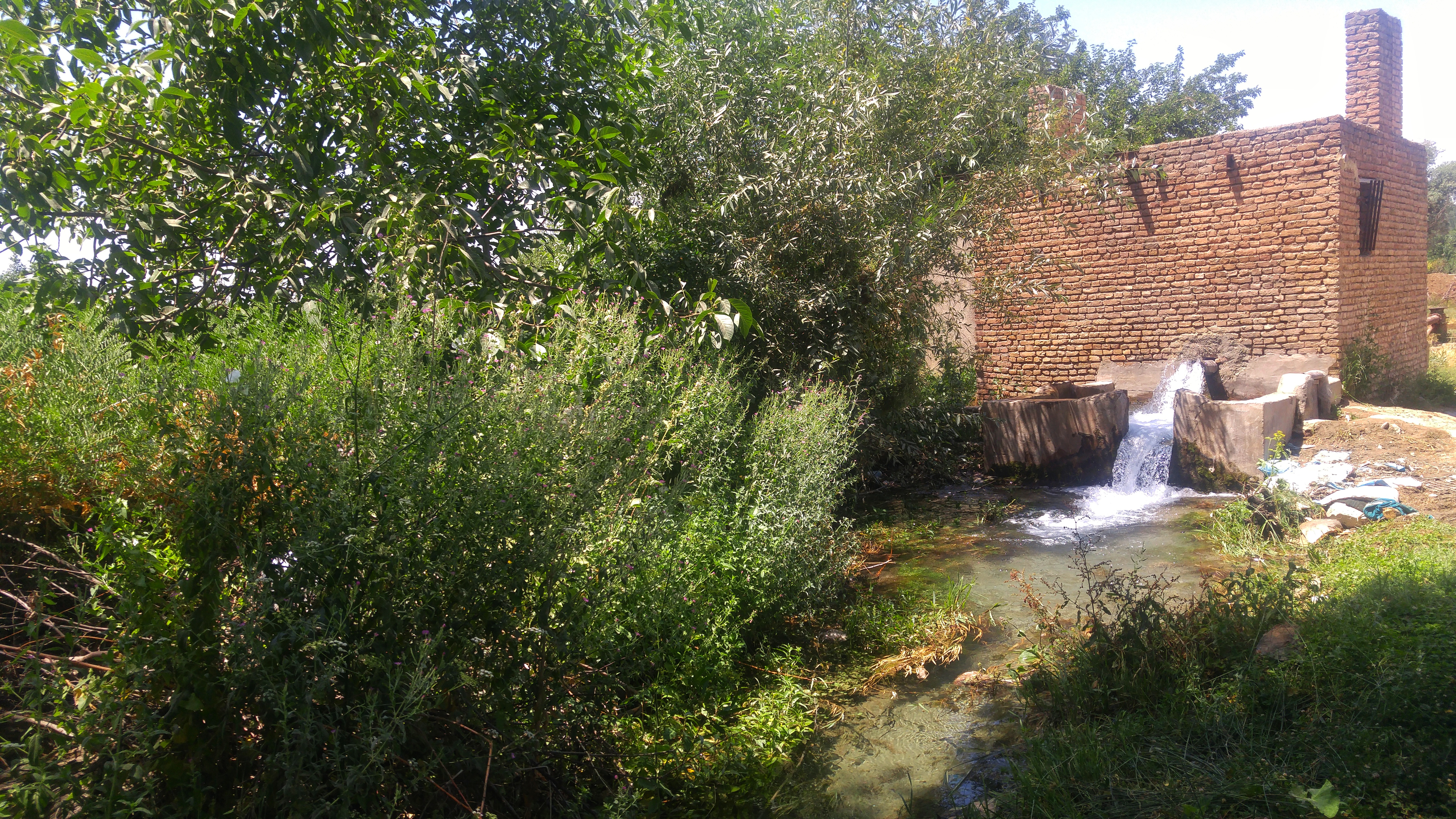
چاه‌عمیق روستا

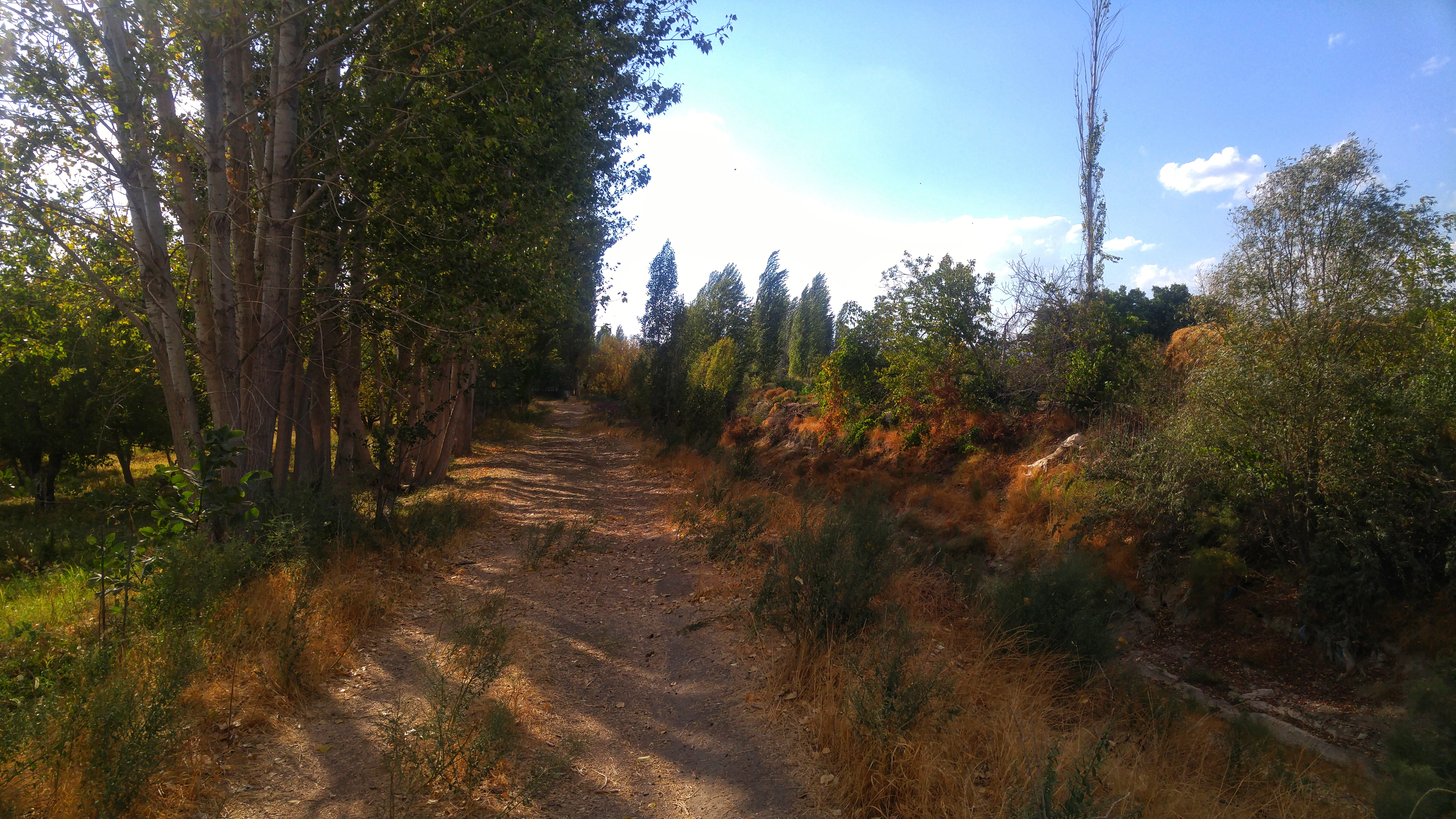
طبیعت روستای مرنگلوی دایلاق